# Муху
Муху (Моон) (на естонски: Muhu) е остров в източната част на Балтийско море, част от територията на Естония. Площ 204 km². Дължина от северозапад на югоизток 21 km, ширина до 15 km. Той е третият по големина остров в Моонзунския архипелаг и е разположен между континента на изток, от който го отделя широкия 6 km проток Суурвяйн и остров Сааремаа (най-големия в архипелага) на запад, от който го отделя широкия 1,8 km проток Вяйневяйн. Има равнинен релеф с максимална височина 24 m в централната част. Изграден е от силурски варовици и доломити. На запад, чрез дълга 3 km дамба се свързва с остров Сааремаа, а на изток между пристанищата Куйвасти на острова и Виртсу на континента редовно циркулира ферибот. Има около 20 малки села с общо население 1697 души (2010 г.).